# Thành Azuchi

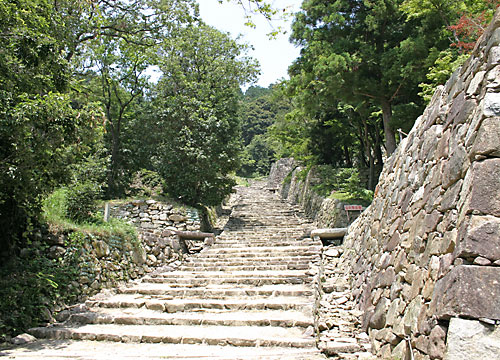
Bậc đá dẫn lên tàn tích thành Azuchi

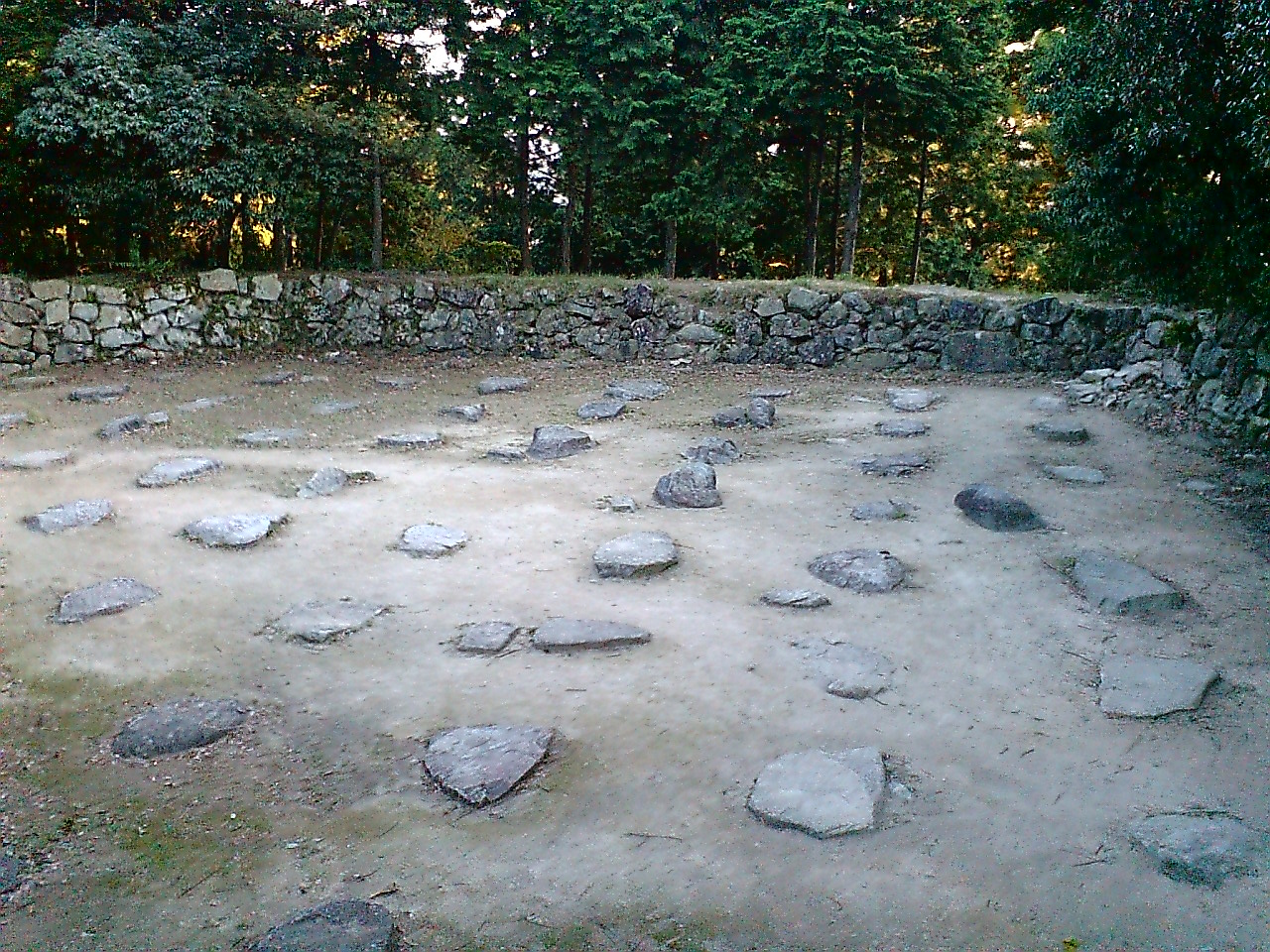
tàn tích tháp canh, hay tenshu.

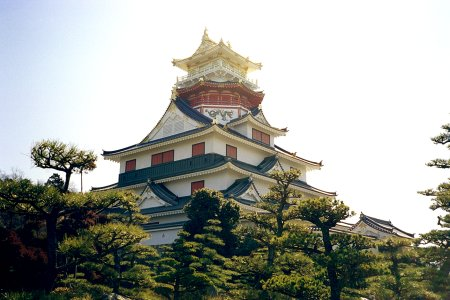
Phục chế tháp chính lâu đài Azuchi, tạiIse Azuchi-Momoyama Bunka Mura.

Thành Azuchi (安土城 (An Thổ thành) Azuchi-jō) là một trong những lâu đài chính của Oda Nobunaga. Thành được xây dựng từ năm 1576 đến năm 1579 trên bờ hồ Biwa, tỉnh Ōmi. Nobunaga định xây thành thật gần Kyoto để ông có thể quan sát xem có ai muốn tiến tới kinh đô không. Thành nằm ngoài kinh đô nên cũng tránh được hỏa hoạn và giao tranh vốn thường tàn phá đô thành. Vị trí này cũng khá có lợi thế về mặt chiến lược, kiểm soát tuyến đường giao thông liên lạc giữa các địch thủ lớn của ông là gia tộc Uesugi ở phía Bắc, gia tộc Takeda ở phía Đông và gia tộc Mōri ở phía Tây.

## Lịch sử
Không giống các tòa thành và tiền đồn xây trước đó, thành Azuchi ban đầu không chỉ định dùng cho mục đích quân sự. Nobunaga định biến nó thành một dinh thự tráng lệ khiến kẻ địch phải sợ hãi và kính nể nên thành Azuchi không chỉ có các kiến trúc phòng thủ mà còn cả các căn phòng được trang trí xa hoa cùng đời sống tôn giáo và thị dân náo nhiệt. Tháp chính tên gọi Tenshukaku thay vì là trung tâm phòng thủ của lâu đài, nó cao 7 tầng, gồm khán phòng, thư phòng, văn phòng và một kho báu, chẳng khác gì cung điện hoàng gia. Ngoài là một trong những tòa thành đầu tiên ở Nhật có tháp chính, Azuchi còn độc đáo ở chỗ có tầng thượng hình bát giác. Thêm nữa, mặt chính thành Azuchi không đơn giản hai màu đen trắng như các thành khác mà được tô điểm hình long hổ rực rỡ.
Có 5 đặc điểm về quân sự phân biệt thành Azuchi với các tòa thành trước đó. Thứ nhất là quy mô của nó với tường thành dày từ 5,5 đến 6,5m. Đặc điểm thứ hai là thành Azuchi xây chủ yếu bằng đá. Tường thành làm từ các khối đá granite lớn khít chặt với nhau mà không cần dùng đến vữa. Điểm mới thứ ba của thành Azuchi là tháp chính cao, gọi là "donjon". Tháp giúp mở rộng tầm quan sát, cải thiện việc dùng súng chống quân công thành. Thiết kế thành cho thấy donjon cao 7 tầng, 42m. Thứ tư, có thể dựng thành nội ở phía trong, giúp lính thủ thành phòng ngự tốt hơn trước quân công thành. Vị trí của thành Azuchi cũng là một đặc điểm đột phá. Trong khi phần lớn thành trì ở Nhật coi vị trí đắc địa nhất là ở chân núi có rừng bao quanh thì thành Azuchi lại được xây cao giữa đồng bằng giúp quan sát được kẻ thù.
Nobunaga muốn có cả dân cư sống trong thàn và xây những căn nhà được phòng thủ chắc chắn cho các tướng lĩnh của mình, một ngôi chùa Tịnh độ tông cùng nhiều nhà cho thường dân cách không xa bờ hồ. Tuy vậy, ban đầu ông không thuyết phục được mọi người chuyển đến nhà mới. Năm 1577, ông hạ lệnh cho thị dân được miễn thuế, phí đường, thuế xây dựng, hoãn trả nợ và buộc tất cả lữ khách đi đường Nakasendō (‘’Trung Sơn đạo’’) trọ qua đêm, nhờ đó mà giúp các chủ quán trọ có việc kinh doanh. Cho đến năm 1582, cư dân trong thành đã lên tới gần 5.000 người.
Ngoài việc đón tiếp nhiều quan khách quyền lực của Nobunaga như Tokugawa Ieyasu và Niwa Nagahide, thành Azuchi còn chủ trì một sự kiện vào năm 1579 mà sau này được gọi là Tông luận Azuchi (安土宗論, Azuchi shūron, ‘’An Thổ tông luận"), diễn ra giữa hai phái Nichiren và Tịnh độ tông.
Mùa hè năm 1582, ngay sau khi Nobunaga bị sát hại trong Honnōji, thành bị quân Akechi Mitsuhide tấn công. Tòa thành bị đốt cháy, cho dù có một số nguồn cho rằng việc này là do những kẻ hôi của hoặc của một trong những người con của Nobunaga. Do đó, Mitsuhide không bao giờ chiếm được thành Azuchi.
Thời kỳ Azuchi-Momoyama một phần là lấy tên theo thành này. Tất cả tàn tích của thành ngày nay là nền móng bằng đá. Tuy vậy, thành đã được phục dựng dựa trên miêu tả và ghi chép lịch sử tại làng Ise Sengoku, một công viên lấy chủ đề samurai Ise. Thêm vào đó, một phiên bản kích cỡ thật tầng thượng tòa donjon đang được trưng bày tại Bảo tàng Nobunaga no Yakata gần tàn tích tòa thành.

## Truyền thông đương đại
Trong seri Samurai Warriors/Warriors Orochi, thành Azuchi được Naoe Kanetsugu coi là "một trong những tòa thành khó công phá" nhất thời Sengoku mặc dù ông cho rằng nó thật "thiếu may mắn" khi nằm trong tay Oda Nobunaga

## Tác phẩm
- Schmorleitz, Morton S. (1974). Castles in Japan. Tokyo: Charles E. Tuttle Co. tr. 65–68. ISBN 0-8084-1102-4 Kiểm tra giá trị |isbn=: giá trị tổng kiểm (trợ giúp).